# Luna azul

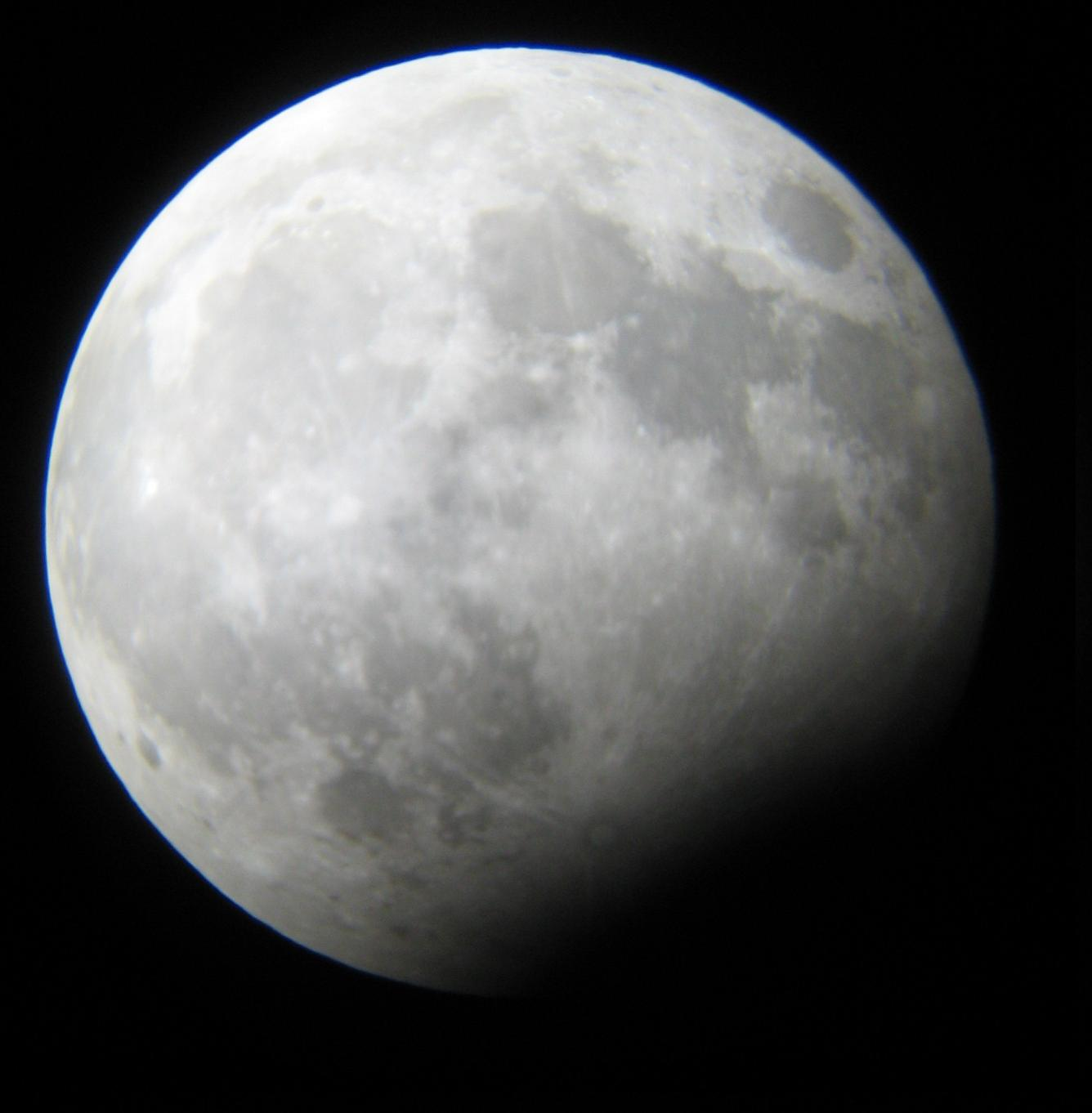
Eclipse lunar de diciembre del 2009 con una Luna azul.

Se denomina Luna azul (traducción del inglés Blue moon) a la segunda luna llena ocurrida durante un mismo mes del calendario gregoriano (el usado habitualmente en Occidente), lo que sucede aproximadamente (en promedio) cada dos o tres años
Basándose el origen del término en el calendario gregoriano, su uso se difundió durante la época medieval. La traducción castellana no es del todo completa, ya que la expresión proviene del inglés blue («azul»), el cual a su vez viene de una deformación del inglés antiguo belewe, que en realidad significa «traidor», ya que una luna adicional en la primavera implicaba extender el ayuno de la cuaresma. Entre tres y siete veces en cada siglo hay dos lunas azules en un mismo año. Debido a que el mes de febrero es el único cuya duración es inferior al ciclo lunar, la primera siempre se produce en enero y la segunda, en orden decreciente de probabilidad, en marzo, abril o mayo. Se observaron dos lunas azules el 2 y 31 de diciembre de 2009, coincidiendo que el 31 de diciembre de 2009 hubo un eclipse parcial de luna, cuyo plenilunio fue en diciembre.
El término belewe quedó abreviado como blwe y luego se transformó en blue, y así pasó a la cultura latina traducido como "azul". Así, según el significado de belewe se trataría de una luna traidora, aunque lo que realmente sería traidor es el mes gregoriano de 31 días en el sentido de que su duración es 2.5 días más que el mes natural marcado por la luna, de 29.7 días. La propia palabra inglesa month tiene como raíz moon y de hecho significa "lunar", pero ocho de los "meses" del calendario gregoriano (romano cristiano) no son lunares, y cuando se da la casualidad de que el inicio de un mes de 31 días coincide con la fase llena se da un mes belewe o belewe month, blwe month, y de ahí evoluciona por analogía sonora como blue month y blue moon. Al no ser un evento astronómico sino una curiosidad cultural del calendario cristiano también se le llama belewe month o mes traidor, denominación menos popular pero más coherente con el sentido original. El mes traidor no existe en las culturas que usan calendarios lunares, como la judía y la musulmana, para las que el calendario es sagrado, creación de Dios (Yahvé, Alláh), y por ello perfecto y parte de la religión para poder ayudar.

## Lista de lunas azules 1990-2052

### Meses específicos
- diciembre de 1991
- septiembre de 1993
- julio de 1996
- enero y marzo de 1999
- noviembre de 2001
- julio de 2004
- junio de 2007
- diciembre de 2009
- agosto de 2012
- julio de 2015
- enero y marzo de 2018
- octubre de 2020
- agosto de 2023
- diciembre de 2028
- septiembre de 2031
- julio de 2034
- enero y marzo de 2037
- octubre de 2039
- agosto de 2044
- septiembre de 2047
- mayo de 2052

## Cultura popular
Algunos sitios de información afirman que la Luna efectivamente adopta un color azulado. La Luna podría verse como si fuese de color ligeramente azul en caso de ser vista a través de, por ejemplo, un grupo de nubes que tuvieran partículas de humo y cenizas, pero esta circunstancia no tiene nada que ver con el fenómeno astronómico, que es solo una efemérides sin ninguna otra diferencia visual respecto de cualquier luna llena normal.